# Österrikes Grand Prix 1974
Österrikes Grand Prix 1974 var det tolfte av 15 lopp ingående i formel 1-VM 1974.  

## Resultat
1. Carlos Reutemann, Brabham-Ford, 9 poäng
2. Denny Hulme, McLaren-Ford, 6
3. James Hunt, Hesketh-Ford, 4
4. John Watson, John Goldie Racing (Brabham-Ford), 3
5. Clay Regazzoni, Ferrari, 2
6. Vittorio Brambilla, March-Ford, 1
7. David Hobbs, McLaren-Ford
8. Jean-Pierre Jarier, Shadow-Ford
9. Dieter Quester, Surtees-Ford
10. Tim Schenken, Trojan-Ford
11. Hans-Joachim Stuck, March-Ford (varv 48, upphängning)
12. Graham Hill, Hill (Lola-Ford)

### Förare som bröt loppet
- Ian Ashley, Token-Ford (varv 46, för få varv)
- Ronnie Peterson, Lotus-Ford (45, bakaxel)
- Jacky Ickx, Lotus-Ford (43, kollision)
- Patrick Depailler, Tyrrell-Ford (42, kollision)
- Carlos Pace, Brabham-Ford (41, bränsleläcka)
- Emerson Fittipaldi, McLaren-Ford (37, motor)
- Jacques Laffite, Williams (Iso Marlboro-Ford) (37, för få varv)
- Arturo Merzario, Williams (Iso Marlboro-Ford) (24, bränslesystem)
- Tom Pryce, Shadow-Ford (22, snurrade av)
- Jean-Pierre Beltoise, BRM (22, motor)
- Niki Lauda, Ferrari (17, motor)
- Rolf Stommelen, Hill (Lola-Ford) (14, olycka)
- Jody Scheckter, Tyrrell-Ford (8, motor)

### Förare som ej kvalificerade sig
- Ian Scheckter, Hesketh-Ford
- Leo Kinnunen, AAW Racing Team (Surtees-Ford)
- Derek Bell, Surtees-Ford
- Mike Wilds, Ensign-Ford
- Jean-Pierre Jabouille, Surtees-Ford
- Helmuth Koinigg, Scuderia Finotto (Brabham-Ford)